# Protesty w Nikaragui (2018)
Protesty w Nikaragui – antyrządowe protesty z 2018 roku skierowane przeciwko rządom prezydenta Nikaragui Daniela Ortegi.
W ciągu 11 lat rządów Daniel Ortega wraz z żoną wiceprezydent Rosario Murillo podporządkował sobie parlament, sądownictwo, wojsko, policję i media oraz stworzył oddziały paramilitarne do tłumienia opozycji, której uniemożliwiał działalność, natomiast Rosario Murillo rozwinęła urzędowy kult męża jako przywódcy narodu.
Pierwsze, mniejsze protesty miały miejsce w marcu, w reakcji na rozwijającą się inwestycję w budowę nowego kanału żeglugowego łączącego Atlantyk z Pacyfikiem, mającego stanowić konkurencję dla Kanału Panamskiego. Budowa oraz późniejsze zyski miały przypaść konsorcjum, z udziałem inwestorów z Chin i Hongkongu, a decyzje o budowie podjęto bez konsultacji ze społeczeństwem i wbrew protestom ekologów.
Protesty wybuchły samoistnie 18 kwietnia 2018 roku, w odpowiedzi na ogłoszone przez zakład ubezpieczeń społecznych zwiększenie składek pracowników, pracodawców oraz emerytów oraz obniżenie emerytur o 5% i uległy eskalacji następnego dnia, gdy prezydent Daniel Ortega zatwierdził je z naruszeniem prawa za pomocą dekretu. Jako wyraz buntu ludzie zaczęli zajmować ulice, budować barykady i niszczyć Drzewa Życia. Początkowe na ulice wyszły demonstracje emerytów, ale szybko przyłączyły się do nich grupy studentów i pracowników sektora publicznego.
W odpowiedzi Ortega nakazał tłumienie demonstracji, jeszcze tego samego dnia przeciw demonstrantom zaczęto używać ostrej amunicji. Równocześnie zamknięto trzy niezależne stacje telewizyjne. 21 kwietnia Ortega podczas wspólnego wystąpienia z dowódcą sił zbrojnych odrzucił możliwość negocjacji z demonstrantami i wyraził zgodę na rozmowy jedynie z organizacjami przedsiębiorców, te jednak od początku popierały protest przeciw reformie i domagały się wstrzymania represji przed rozpoczęciem jakichkolwiek rozmów. Z krytyką działań prezydenta wystąpili także biskupi katoliccy, zazwyczaj przychylni rządowi.
W wyniku czterech dni starć demonstrantów z policją zginęło 25 osób. Dążąc do wyciszenia konfliktu 22 kwietnia Ortega wycofał dekret o zwiększeniu składek na ubezpieczenia społeczne, jednak jeszcze tego samego dnia przeciw studentom okupującym politechnikę w Managui wysłane zostały bojówki. W wyniku ich konfrontacji z protestującymi zginął jeden student, a pięciu zostało rannych.
W odpowiedzi następnego dnia została zorganizowana pokojowa demonstracja, podczas której po raz pierwszy padły postulaty odejścia Ortegi z urzędu, pojawiły się też porównania prezydenta do obalonego w 1979 roku dyktatora Anastasio Somozy. Eskalacja konfliktu w stolicy spowodowała rozszerzenie się protestów także na Estelí, Matagalpę, Masayę, Granadę, Bluefields i León. Również 23 kwietnia związek przedsiębiorców odrzucił propozycję rozmów z administracją o próbach rozwiązania kryzysu, domagając się mediacji episkopatu, włączenia do rozmów przedstawicieli studentów oraz zniesienia cenzury. Tego samego dnia rektor stołecznego uniwersytetu wystąpił z żądaniem przestrzegania przez rząd trójpodziału władz i zwalczania korupcji. Szybko na ulicach wzniesiono barykady, zaczęło dochodzić do starć z policją, niszczenia budynków rządowych. Tylko w ciągu pierwszych sześciu dni protestów zginęło 27 osób, 428 zostało rannych, a 130 aresztowano.
14 maja rozpoczęły się rozmowy dwustronne pod patronatem katolickiego episkopatu, mimo iż prezydent Ortego odrzucił warunki wstępne opozycji takie jak wycofanie z ulic policji i rządowych bojówek, uwolnienie aresztowanych i powołanie komisji do zbadania zajść, a dopuścił jedynie przyjazd do kraju międzynarodowej misji. Przyczyną przystania na rozmowy było stanowisko armii, która odmówiła tłumienia protestów.
W nikaraguański Dzień Matki 30 maja ulicami Managui przeszła pokojowa manifestacja matek ofiar protestów oraz ich młodszych dzieci. Do pochodu dołączali również studenci oraz inni mieszkańcy stolicy. Ortega wydał polecenie strzelania do uczestników pokojowego marszu i tego samego dnia podpisał umowę z Międzyamerykańską Komisją Praw Człowieka o utworzeniu grupy niezależnych ekspertów w celu zbadania naruszeń praw człowieka popełnionych do tamtej pory. Ten dzień został nazwany jako „masakra Dnia Matki”.
15 czerwca rząd i ugrupowania opozycyjne uzgodniły zawieszenie broni. Do czasu jego zawarcia zginęło w starciach ponad 170 osób zdaniem organizacji praw człowieka, natomiast zdaniem rządu liczba ofiar wynosiła 34. Protesty zostały wznowione już 16 czerwca, kiedy Ortega odrzucił apel zwierzchnika nikaraguańskiego Kościoła katolickiego kard. Leopoldo Brenesa o przeprowadzenie przyspieszonych wyborów prezydenckich. 23 czerwca grupy paramilitarne ostrzelały uniwersytet w stolicy kraju. 
W lipcu bojówki prezydenckie pobiły nuncjusza abp. Waldemara Sommertaga. Pod koniec tego samego miesiąca liczba zabitych wzrosła do 448 zabitych, a zdaniem administracji rządowej do 195. Do tego czasu na ulicach powszechne stały się barykady wznoszone z ulicznego bruku, worków z piaskiem i spalonych samochodów. W walkach demonstranci stosowali też ładunki własnej produkcji, a siły porządkowe i prorządowe bojówki ostrą amunicję. W wyniku walk zamknięto część usług publicznych, zaczęło też dochodzić do grabieży. Władze zabroniły również leczenia rannych w protestach przez publiczne szpitale, w związku z czym byli oni często opatrywani w kościołach.
Biskupi katoliccy długo próbowali występować w roli mediatora między prezydentem a opozycją i przy ich udziale oraz Panamerykańskiego Trybunału Praw Człowieka udało się wynegocjować złagodzenie represji. W efekcie zakończyły się regularne, codzienne starcia, trwające całe lato, jednak władze skupiły represje na przywódcach opozycji. W lipcu aresztowani zostali Medardo Mairena, Pedro Mena i Luis Orlando Pineda i po procesie, w którym zostali oskarżeni o terroryzm, spisek przeciwko władzy i działalność w organizacji przestępczej, usłyszeli wyroki od 159 do 216 lat więzienia.
Rezultatem tego wyroku była kolejna fala protestów, których głównym postulatem było ustąpienie prezydenta i przedterminowe wybory, który to postulat Ortega zdecydowanie odrzucił. 
Według danych Międzyamerykańskiej Komisji Praw Człowieka w ciągu roku od wybuchu protestów zginęło co najmniej 325 osób, natomiast nikaraguańskie organizacje ochrony praw człowieka określiły liczbę ofiar na 531 osób. W czasie protestów ponad 130 tys. obywateli Nikaragui opuściło kraj, wyjeżdżając głównie do Kostaryki. Ostatecznie rząd Ortegi zdołał utrzymać się u władzy, a w 2021 r. ogłosił kolejne zwycięstwo wyborcze. W lutym 2023 roku reżim uwolnił uwięzionych w ostatnich latach 222 więźniów politycznych, w tym opozycjonistów, jednakże następnie wypędził ich z kraju i pozbawił obywatelstwa, konfiskując majątki.